# Tonální systém
Tonální systém je označení pro užitou tónovou zásobu v hudbě určitého kultuního okruhu a principy uspořádání, jež upravují vztahy mezi tóny a určují funkce jednotlivých tónů resp. tónových stupňů. Tónové systémy jsou tudíž ústředním objektem teorie hudby resp. hudební vědy a představují prostředek pro srovnání rozličných hudebních kultur.